# Bacilli
Die Klasse Bacilli beinhaltet Gram-positive Bakterien mit niedrigem GC-Gehalt der DNA. Sie sind meist aerob und stäbchenförmig.
Zu den Bacilli gehören die Ordnungen der
| Lactobacillales mit den Familien                                                                                                  | Caryophanales (früher Bacillales) mit den Familien |
| --- | --- |
| - Aerococcaceae - Carnobacteriaceae - Enterococcaceae - Lactobacillaceae - Leuconostocaceae - Oscillospiraceae - Streptococcaceae | - Alicyclobacillaceae - Bacillaceae - Caryophanaceae - Desulfuribacillaceae - Listeriaceae - Paenibacillaceae - Pasteuriaceae - Planococcaceae - Sporolactobacillaceae - Staphylococcaceae - Thermoactinomycetaceae |

Unter den Bacilli finden sich z. B. Bakterien, die bei der Lebensmittelverarbeitung eingesetzt werden und einige Krankheitserreger. Wichtige Vertreter enthalten unter anderem die Gattungen Bacillus, Lactococcus, Streptococcus und Listeria.
Im Englischen steht der Begriff „Bacilli“ nicht nur für das Taxon, sondern auch für den morphologischen Typ stäbchenförmiger Bakterien im Allgemeinen. Die früher als Bacillales bezeichnete Ordnung wird nun als Caryophanales geführt.